# Krešimir Ćosić
Krešimir Ćosić (Zagreb, RFS Iugoslàvia 1951 - Baltimore, Estats Units 1995) fou un jugador de bàsquet croat, guanyador de tres medalles olímpiques.

## Biografia
Va néixer el 26 de novembre de 1948 a la ciutat de Zagreb, que en aquells moments formava part de la República Socialista de Croàcia (RFS de Iugoslàvia), i que avui dia forma part de Croàcia.
Va morir el 25 de maig de 1995 a la ciutat de Baltimore, població situada a l'estat de Maryland (Estats Units), a conseqüència d'un limfoma no hodgkinià.

## Carrera esportiva

### A nivell de clubs
Va iniciar la seva activitat esportiva a la ciutat de Zadar, on amb el Košarkaški Klub Zadar va aconseguir guanyar el campionat de lliga nacional els anys 1967 i 1968. L'any 1971 es traslladà als Estats Units, convertint-se així en el primer europeu que jugà al país americà, concretament al Brigham Young, un equip de bàsquet de la comunitat mormona, amb el qual fou seleccionat dues vegades per jugar el partit dels All-America.
Tot i haver estat seleccionat en el Draft de l'NBA en dues ocasions (el 1972 en la posició 144 de la dècima ronda pels Portland Trail Blazers i el 1973 en la posició 84 de la cinquena ronda per Los Angeles Lakers), i fins i tot en el draft de l'ABA pels Carolina Cougars, va decidir retornar a la RFS de Iugoslàvia, cendint així a pressions governamentals.
Va tornar a fitxar pel KK Zadar, amb el qual va aconseguir convertir-se altre cop en campió nacional els anys 1974 i 1975. Posteriroment formà part del Brest Ljubljana i el 1979 fou fitxat pel Sinudyne Bologna, amb el qual es convertí en campió de la lliga italiana els anys 1979 i 1980. El 1981 fou fitxat pel Cibona Zagreg, amb el qual va guanyar la lliga nacional aquell mateix any i la Recopa d'Europa de bàsquet l'any següent.
Es retirà de la competició el 1983. L'any 1996 fou inclòs al Basketball Hall of Fame i el 2007, a títol pòstu, al Saló de la Fama de la FIBA. Des de 1998 la Copa croata de bàsquet rep el seu nom (Kup Krešimira Cosica).

### Amb la selecció nacional
Jugà 303 vegades amb la selecció nacional, i participà als 19 anys en els Jocs Olímpics d'Estiu de 1968 celebrats a Ciutat de Mèxic (Mèxic), on aconseguí guanyar la medalla de plata en perdre la final masculina de la competició olímpica davant els Estats Units. En els Jocs Olímpics d'Estiu de 1972 realitzats a Múnic (Alemanya Occidental) finalitzà en cinquena posició d'aquesta competició, aconseguint així un diploma olímpic. En els Jocs Olímpics d'Estiu de 1976 realitzats a Mont-real (Canadà) tornà a guanyar la medalla de plata en tornar a perdre davant els Estats Units, si bé en els Jocs Olímpics d'Estiu de 1980 realitzats a Moscou (Unió Soviètica) aconseguí guanyar la medalla d'or en esdevenir l'equip més regular.
Al llarg de la seva carrera ha guanyat quatre medalles en el Campionat del Món de bàsquet masculí, entre elles dues medalles d'or, i set medalles en el Campionat d'Europa de l'especialitat, entre elles tres medalles d'or.

### Com a entrenador
L'any 1984 va esdevenir entrenador de la Jugoplastica de Split, càrrec que va mantenir un any. Posteriorment va esdevenir entrenador de la selecció nacional, aconseguint la medalla de plata en els Jocs Olímpics d'estiu de 1988 realitzats a Seül (Corea del Sud) i la medalla de bronze en el Campionat del Món de 1986 i l'Eurobasket 1987.

## Mormons
En la seva arribada als Estats Units es convertí en membre de l'Església dels Sants dels Últims Dies, i fou batejat pel líder espiritual Hugh Nibley. En la seva tasca com a mormó traduí el Llibre del Mormó al croat.

## Diplomàcia
Els últims anys de la seva vida els passà a Washington DC, on actuà de diplomàtic a l'ambaixada de Croàcia als Estats Units.